# Adel Maïza
Pour les articles homonymes, voir Maïza.
Adel Maiza est un footballeur international algérien né le 18 mars 1983 à Annaba.
Il a évolué de 2010 à 2012 au sein de l'équipe de la JSM Béjaïa, après plusieurs saisons passées sous le maillot de l'ES Sétif durant lesquelles il a remporté un championnat d'Algérie 2007 et deux Ligue des champions arabes 2007, 2008.
Il compte trois sélections en équipe nationale entre 2006 et 2009.

## Carrière
- 2003-2005 :  CS Constantine
- 2005-2008 :  ES Sétif
- 2008-Jan 2009 :  Al-Ahli Djeddah
- 2009-2010 :  USM Annaba
- 2010-2012 :  JSM Béjaïa
- 2012-Déc 2012 :  USM Alger
- Jan 2013-2013 :  JS Kabylie
- 2013-2014 :  CS Constantine
- 2014-2016 :  MC El Eulma
- 2016- :  USM Annaba

## Palmarès
- Champion d'Algérie en 2007 avec l'ES Sétif.
- Vice-champion d'Algérie en 2011 et 2012 avec la JSM Béjaia.
- Finaliste de la supercoupe d'Algérie en 2007 avec l'ES Sétif.
- Champion d'Algérie D2 en 2004 avec l'CS Constantine.
- Vainqueur de la Ligue des champions arabes en 2007 et 2008 avec l'ES Sétif.
- 3 sélections avec l'équipe d'Algérie.